# ویلیام باسینسکی
ویلیام باسینسکی (انگلیسی: William Basinski; ۲۵ ژوئن ۱۹۵۸ – ) آهنگساز آوانگارد و نوازنده اهل ایالات متحده آمریکا بود. وی از سال ۱۹۷۸ میلادی تاکنون مشغول فعالیت بوده‌است.